# Pierre Lapointe Seul au piano
Albums de Pierre Lapointe
Sentiments humains
(2009) Punkt
(2013)
Pierre Lapointe Seul au Piano (ou simplement Seul au Piano) est un album live du chanteur québécois Pierre Lapointe. Il est sorti le 17 janvier 2011 au Canada.
Cet album se compose de chansons des précédents albums, interprétées par Pierre Lapointe, seul sur scène s'accompagnant au piano - d'où le nom de l'opus.

## Musiciens
- Piano, voix : Pierre Lapointe

## Titres
Toutes les chansons sont écrites et composées par Pierre Lapointe, sauf mention contraire.
| No  | Titre                                          | Auteur                               | Durée |
| --- | ---------------------------------------------- | ------------------------------------ | ----- |
| 1.  | Le lion imberbe                                |                                      | 3:12  |
| 2.  | Ces étranges lueurs / Le magnétisme des amants |                                      | 3:56  |
| 3.  | Les vertiges d'en haut                         |                                      | 2:52  |
| 4.  | 27-100, rue des Partances                      |                                      | 3:12  |
| 5.  | Moi, Elsie                                     | Pierre Lapointe - Richard Desjardins | 5:20  |
| 6.  | Maman                                          |                                      | 3:20  |
| 7.  | Nous restions là                               |                                      | 4:12  |
| 8.  | Deux par deux rassemblés                       |                                      | 3:56  |
| 9.  | De glace                                       |                                      | 3:36  |
| 10. | L'amour solaire                                |                                      | 4:05  |
| 11. | Tous les visages                               |                                      | 2:38  |
| 12. | Les lignes de la main                          |                                      | 2:41  |
| 13. | Les sentiments humains                         |                                      | 4:55  |
| 14. | Rappel                                         |                                      | 2:54  |
| 15. | Reine Émilie                                   |                                      | 3:42  |
| 16. | Au bar des suicidés                            | Pierre Lapointe - Philippe Bergeron  | 15:01 |

## Classements des ventes
| Pays   | Meilleure position |
| ------ | ------------------ |
| Canada | 2                  |
| France | 184                |